# Říšské rytířstvo

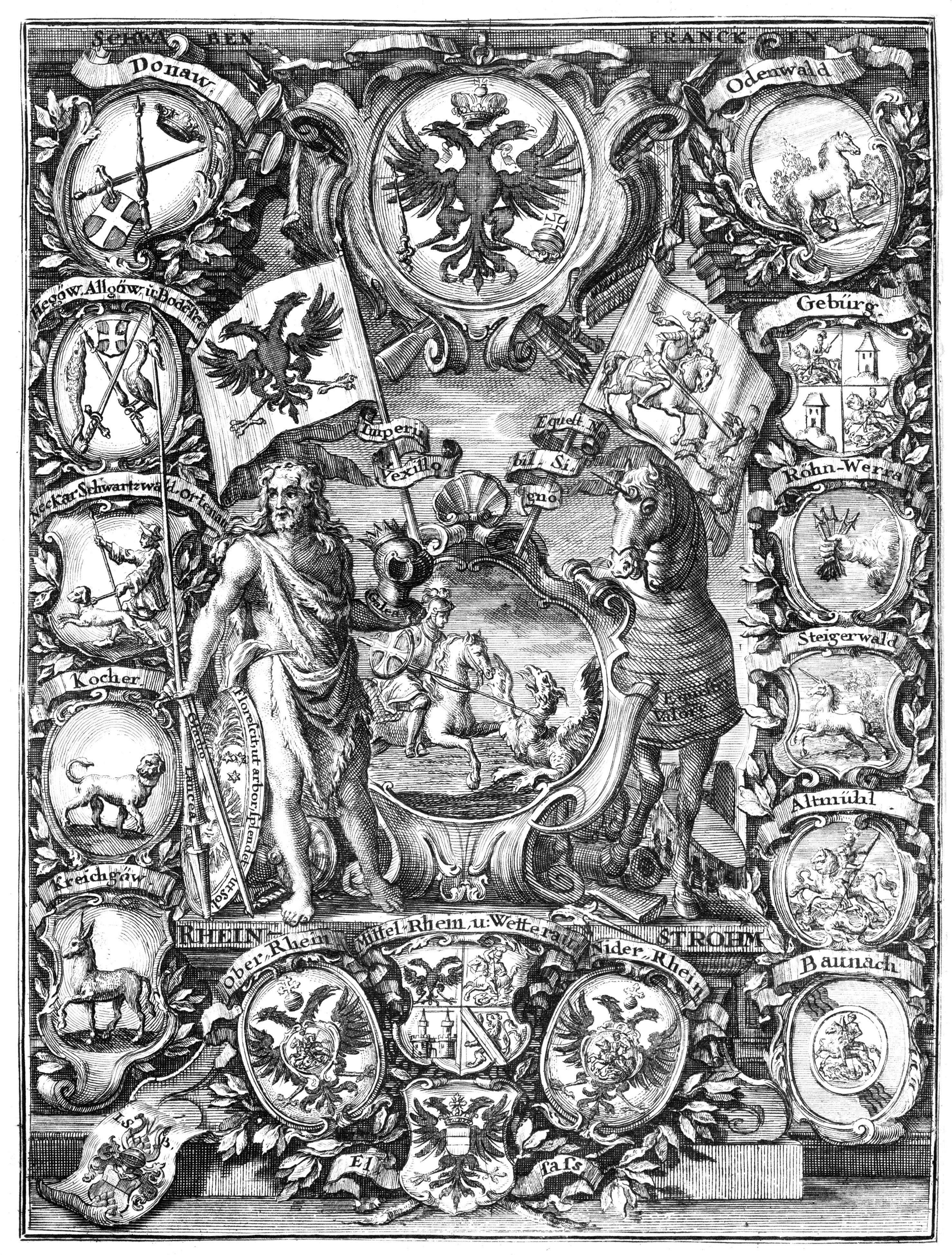
Alegorie Porýnského rytířského kraje, Johann Stephan Burgermeister, 1721

Říšské rytířstvo (německy Reichsritterschaft, latinsky Equites imperii) byla společenská vrstva nižší šlechty ve Svaté říši římské, která držela od pozdního středověku až do zániku říše statky ve Švábsku, Frankách a Porýní, které byly jednotně organizovány, podléhaly bezprostředně jen římskému císaři a žádnému zeměpánu, ovšem jejich držitelé neměli právo hlasovat na říšském sněmu a nepříslušeli tedy k říšským stavům. Ještě v závěru existence Svaté říše čítalo rytířstvo kolem 350 rodin s celkem 450 000 poddaných.

## Vznik svobodných rytířských statků

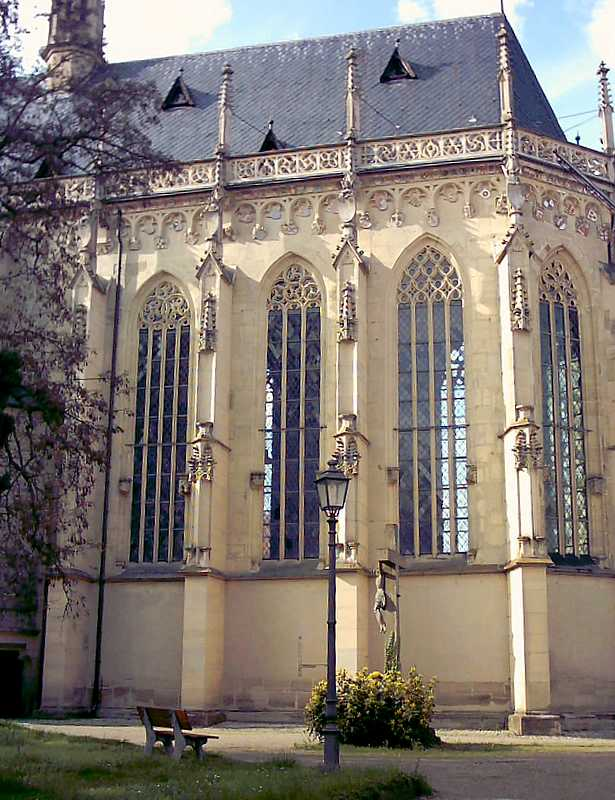
Pomník rytířského sebevědomí a organizace: Rytířská kaple v Haßfurtu s erbovními štíty francké a švábské šlechty

Původ svobodného říšského rytířstva lze klást do období vlády Štaufů. Ve Švábském vévodství se podařilo šlechticům jak z řad svobodných leníků se statky (tzv. Edelfrei) tak z řad služebných manů (tzv. ministeriálů) využít postupného rozpadu vévodství a svoje statky nejen osamostatnit, ale i ubránit před snahami říšských světských knížat, biskupů, hrabat a pánů jejich osamostatněné domény připojit. Napomohla jim v tom vnitřní soudržnost nižší šlechty i trvalé spojenectví s římsko-německými panovníky. I přes to, že se římským panovníkům již nikdy nepodařilo obnovit ztracené Švábské vévodství, zůstal říšský jihozápad již trvale, mj. i díky vlivu říšského rytířstva, ale i zde usazeným říšským stavům, většinově loajální k římským panovníkům. Ještě během 13. století, kdy řadu švábských území opanovali Habsburkové (zároveň římští králové), se psalo o Švábsku jako o zemi „římskému králi blízké“ oproti severnímu Německu, zemi „králi vzdálené“, kde se rozkládaly země mocných knížat a kurfiřtů a žádné svobodné říšské rytířstvo se tam nevyskytovalo. K dalšímu nárůstu rytířských statků došlo v souvislosti s rozpadem dalšího kmenového vévodství – Frank a také díky oslabení centrální moci některých svobodných říšských klášterů, které byly nuceny propustit své leníky z řad dosud na nich závislé části rytířstva (tento proces byl dovršen během reformace). Svou roli hrál i rozklad tzv. říšských domén, území, která náležela voleným císařům vždy jen po dobu jejich vlády a fakticky byla říšským „nezcizitelným“ majetkem. Tyto domény byly od časů Karla IV. systematicky likvidovány a rozprodávány, často z vůle samotných císařů. Nejen, že se rytířští leníci na těchto doménách leckdy osamostatnili, nýbrž se jim mnohdy podařilo, spolu s říšskými stavy, pro sebe nějaké další statky uchvátit.

## Vznik svobodného rytířstva jako politické korporace

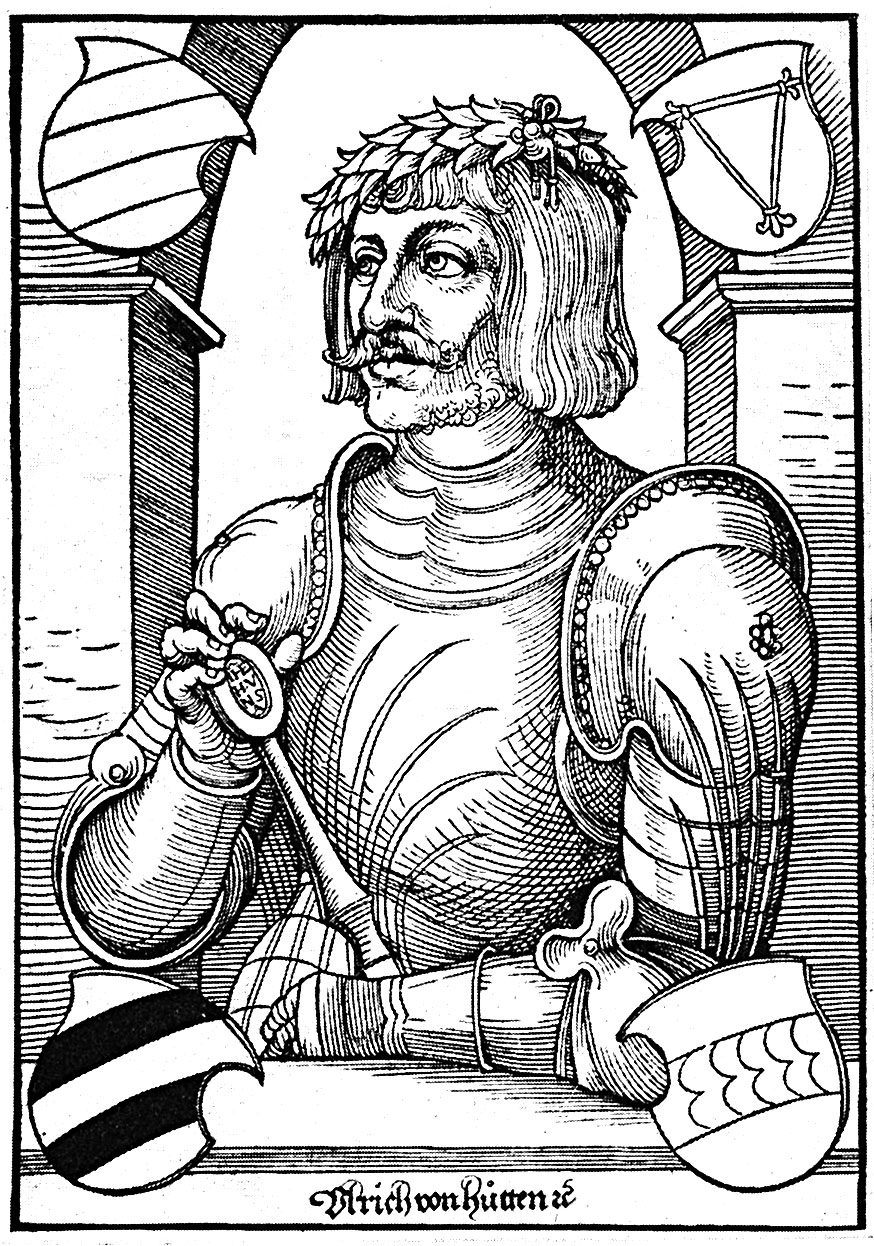
Humanista a "flanďákožrout" Ulrich von Hutten

První pokusy o organizaci rytířstva připadají na období 14. a 15. století, kdy již teritoriální štěpení říše velmi pokročilo a existence rytířstva se stala nevyhnutelnou skutečností. Rytířstvu jako politické skupině předcházely tzv. šlechtické společnosti, které existovaly napříč zákazům z r. 1356 (Zlatá bula Karla IV.) a 1396 (výnos krále Václava IV.). Ačkoli se rytíři nakonec museli podrobit zákazu, našli jistý únik ve zřizování tzv. turnajských společenství, formálně sledující pouze náboženské a kulturní cíle. V r. 1422 povolil císař Zikmund existenci do té doby formálně ilegálních rytířských společenstev jako politických korporací. Plánoval tehdy zahrnout rytířstvo do své chystané a nakonec neuskutečněné velké říšské reformy. Koncem bouřlivého 15. století se začala formovat hraběcí a prelátská kolegia, sdružující ty z říšských stavů, kteří nedosáhli knížecí hodnosti. Zřejmě i pod vlivem jejich vzniku uznaly říšské stavy na říšském sněmu ve Wormsu r. 1495 svobodné rytířstvo za samostatnou politickou korporaci, nepřiznaly mu však právo kuriátně na sněmu hlasovat ani na něm být zastoupeni. Jistou tečku za definitivním uznáním rytířstva ze strany ostatních mocenských složek v říši představuje zákon císaře Ferdinanda I. z r. 1561, který potvrdil rytířstvu ve Švábsku rozsah i říšskou bezprostřednost jejich statků, což bylo v přímém protikladu k dosud platným místním lenním vztahům.

## Organizace říšského rytířstva

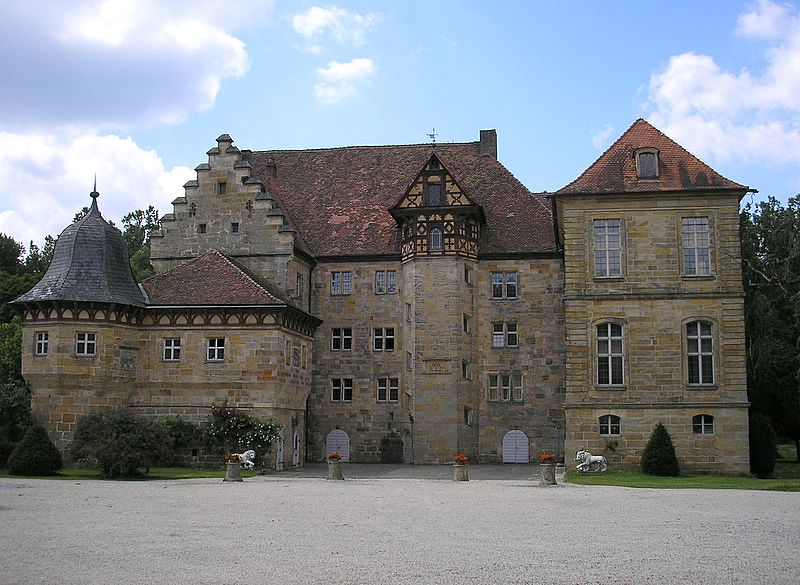
Zámek Eyrichshof u Ebernu: Sídlo jedné z četných větví rodu svobodných pánů von Rotenhan (rytířský kanton Baunach)

Rytířstvo se postupně stále více organizovalo. Kolem pol. 16. století vzniklo 15 tzv. „míst rytířstva“ (něm. Ritterorten), které byly v roce 1577 sjednoceny do tří rytířských krajů: Švábského, Franckého a Porýnského, které zahrnovaly jednotlivá místa rytířstva. Od poč. 17. století nazývalo rytířstvo tato místa rytířskými kantony, názvem, který převzalo ze Švýcarského spříseženstva. Některé kantony sdružovaly statky i několika desítek rytířských rodin, kraje pak několik stovek. V čele kantonu stál rytířský hejtman, jenž si vedl po vzoru říšského sněmu kantonální matriku, kam byli zapisováni oprávnění členové kantonu. Kantony pořádaly tzv. kantonální sněmy, které opět vysílaly své zástupce na krajské sněmy, kde se hlasovalo o postojích rytířstva. Rytířstvo vybíralo od svých členů drobný poplatek na vedení kantonální a krajské úřední agendy, zajištění bezpečnostních a správních funkcí kantonů a krajů a na pořádání kantonálních a krajských sněmů. Sněm říšský zůstal rytířstvu pro odpor stavů zapovězen, ačkoli se ještě při Vestfálském míru jednalo s podporou císaře o tom, aby jednotlivé rytířské kraje či alespoň celé rytířstvo dohromady obdrželo kuriátní hlas. Zájmy rytířstva na říšském sněmu však bývaly občas tlumočeny samotným císařem – tradiční oporou a spojencem rytířstva. Císaři obvykle zájmy rytířstva představoval tzv. „generální ředitel říšského rytířstva“, který byl volen z jeho řad a formálně stál nad všemi třemi rytířskými kraji. Říšské rytířstvo sice nemohlo hlasovat na sněmu spolu s říšskými stavy, bylo však na druhou formálně osvobozeno od jejich dvou základních povinností, placení říšské daně a kvartýrování oddílů říšské armády. Toto osvobození od daní a oddělení od stavů mělo za následek mj. to, že rytířské kraje nebyly nikdy přičleněny k říšským krajům a patřily mezi tzv. „kreisfreie Gebiete“. Ono vyčlenění se však netýkalo poddanského soudnictví. Jednotliví rytíři měli nad svými poddanými pouze nižší soudní pravomoc, zatímco hrdelní právo a s tím spojená odvolání poddaných však vyřizovaly až do zániku říše soudy na územích bývalých lenních pánů rytířstva, případně soudy na nejbližších panstvích říšských stavů. Soudy pro poddané ve formě nějakých korporátních soudů rytířstva na úrovni kantonu či kraje neexistovaly. Výjimky tvořilo pouze císařské udělení vyšší soudní pravomoci nad poddanými pro kraj Švábský r. 1609 a pro kanton Odenwald ve Franckém kraji r. 1784. Hrdelní a vyšší soudní pravomoc ovšem dostaly výhradně krajské, resp. kantonální rytířské úřady, nikoli jednotliví rytíři v rámci svého panství.
Kraje a kantony se neskládaly výlučně ze statků jednotlivých rytířských rodin. Řada statků patřila korporátně celému kantonu či kraji a z jejich výnosů se financovaly některé záležitosti rytířstva, tudíž mnohdy nebylo třeba vybírat onen správní poplatek. Dalším typem držav byly zbytečky říšských domén ve formě volených purkrabství, kastelánií a hradských lén. Zatímco poslední dva jmenované typy dominií se již ve vrcholném středověku staly dědičnými lény rytířských rodů (např. hesenské hradské léno Boyneburgk, které dědičně držel rytířský rod Boyneburgů jako tzv. druhotné léno, tedy léno udělené zprostředkovaně od císaře a přímo od hesensko-kasselských lankrabat), tak až do zániku říše přetrvalo volené purkrabství v hesenském Friedbergu, jehož purkrabí, bez ohledu na původ, příslušel k rytířskému kantonu Wetterau a pravidelně mu předsedal. Další typ statků přibyl v době reformace, kdy podstatná část rytířstva přestoupila k luterství či kalvinismu a podílela se na zániku některých klášterů. V kantonech, kde zvítězilo protestantství, byly tyto sekularizované kláštery měněny v tzv. rytířské akademie (něm. Ritterakademie nebo Ritterstift), protestantské, později i katolické vzdělávací ústavy, financované obvykle z vlastních výnosů svých pozemků a sloužící k výchově synů rytířů v daném kraji, které měly vést ke „vzdělání a výchově k rytířským ctnostem“.
Reformace však pro mnohé rytíře znamenala zpočátku obavu, jestli císař neopustí od své dosavadní ochranné politiky vůči rytířstvu a nenechá protestantskou část rytířstva na pospas k anexi katolickým říšským knížatům, jako se tomu stalo v případě svobodného říšského města Donauwörth, přestoupivšího k protestantismu, a bavorského vévody. Tyto obavy se sice nepotvrdily, ovšem vztahy s císařem značně ochladly a zcela byly narovnány až po třicetileté válce. Po roce 1582 se mezi říšskými stavy a v návaznosti i mezi rytířstvem prosadil teritoriální princip hlasování, který znamenal, že pokud rodina, resp. konkrétní rytířská osoba vlastnila více statků, jak v rámci kantonu, tak i v rámci kraje či dokonce ve více krajích, získala adekvátní počet hlasů a možnost hlasovat ve všech kantonech i krajích, kde byla majetkově zastoupená. Vzhledem k tomu, že říšské rytířské statky přes všechnu ochranu občas padly za oběť drobným mediatizacím, ať již mezi rytířstvem navzájem či ze strany říšských knížat a hrabat, zavedlo i rytířstvo, po vzoru říšských stavů, institut personalisty.

## Hospodářství, politická role, vztah k císaři
Každý rytířský statek byl samostatnou hospodářskou jednotkou, obdařenou mnoha správními právy a úlohami. Jeho minimální velikost byla dána zákony, které se v různých oblastech lišily, obvykle však nikdy neklesala pod 40 jiter, tedy asi 10 hektarů. Největší statky však mohly čítat i přes 100 km². Centrem statku býval ve středověku malý hrad či tvrz, v novověku pak zámeček či panský dům. Rytířstvo, které vlastnilo oproti větším říšským feudálům i vysoké zemské šlechtě v průměru méně půdy, se věnovalo intenzívně novým metodám hospodaření, aby dosáhlo vyšších výnosů. Rytíři se tak mnohdy věnovali nejen podnikání obchodu a řemeslné výrobě, avšak například patřili i k pionýrům v zavádění pěstování brambor v Evropě v 18. století. Rytířstvo datuje svůj hospodářský vzestup od konce německé selské války, kdy se rytíři po škodách, které jim způsobili vzbouření poddaní hospodářsky zahojili právě na úkor sedláků pod záminkou jejich potrestání. Rytířstvu hospodářsky velmi pomáhala skutečnost, že na rozdíl od stavovských říšských feudálů si nemuseli vydržovat nákladný dvůr a mohli udržet výdaje na reprezentaci v přijatelné výši.
Když se poč. 16. století plně dotvořil systém říšského stavovství a začala se vybírat říšská daň, určená především na turecké války, zůstalo bohaté rytířstvo stranou tohoto procesu. Rytířstvo nebylo formálně povinné platit daň stanovenou říšskou matrikou. Už od dob císaře Karla V. a říšského sněmu ve Špýru r. 1543 však byly po rytířstvu nepravidelně vyžadovány „mimořádné a dobrovolné charitativní subsidie“, jež byly žádány zejména v době nejsilnějšího tlaku ze strany Turků a v době ohrožení vůbec. Rytířstvo tyto subsidie obvykle vcelku dobrovolně poskytovalo, neboť byly v poměru k velikosti pozemků nižší, než pravidelná říšská daň placená říšskými stavy, a navíc za ně císař pravidelně uděloval další a další privilegia. Rudolf II. například vydal „Privilegium de non arestando“ stanovující, že rytířské osoby nemají tělesně nijak podléhat soudům v zemích říšských stavů, čímž Rudolf zpřetrhal poslední lenní vazby mezi knížaty a svobodnými rytíři. Rytířstvo sice nikdy nemuselo na rozdíl od stavů stavět rekruty pro říšské vojsko, ovšem rytíři se svými družinami se do říšské či přímo do císařské armády často hlásili dobrovolně a to jak v období středověku, tak novověku. K nejznámějším rytířům v císařských službách patřil Götz von Berlichingen.
Rytířstvo bývalo v dobových zprávách označováno za „tmel říše“, což je výstižné, neboť bylo složkou nejvíce oddanou ani ne tolik císaři, jako říšské myšlence, která mu přinášela mimořádné postavení drobného suveréna i ochranu jeho svobod. Při podpisu Vestfálského míru stálo jak katolické, tak i protestantské rytířstvo pevně na straně císaře, protože oslabení císařské centrální kontroly a zavedení lokálního absolutismu kurfiřtů a knížat by vedlo nejen k okleštění „starých německých svobod“, ale i k přímému ohrožení rytířstva anexemi ze strany mocnějších říšských vládců. Císař navíc odměňoval rytířstvo za placení „dobrovolných“ subsidií nejen privilegii pro rytířstvo jako celek, ale, pokud se rytíři nezdráhali „dobrovolnou“ daň platit i v dobách míru a poskytovat ji potřebám císařského dvora, povýšil císař, zejm. během 16. a 17. století mnoho těchto rodin do stavu svobodných pánů, výjimečně i hrabat (Hatzfeldové, Rechberkové, Pappenheimové)

## Složení rytířstva a jeho proměny

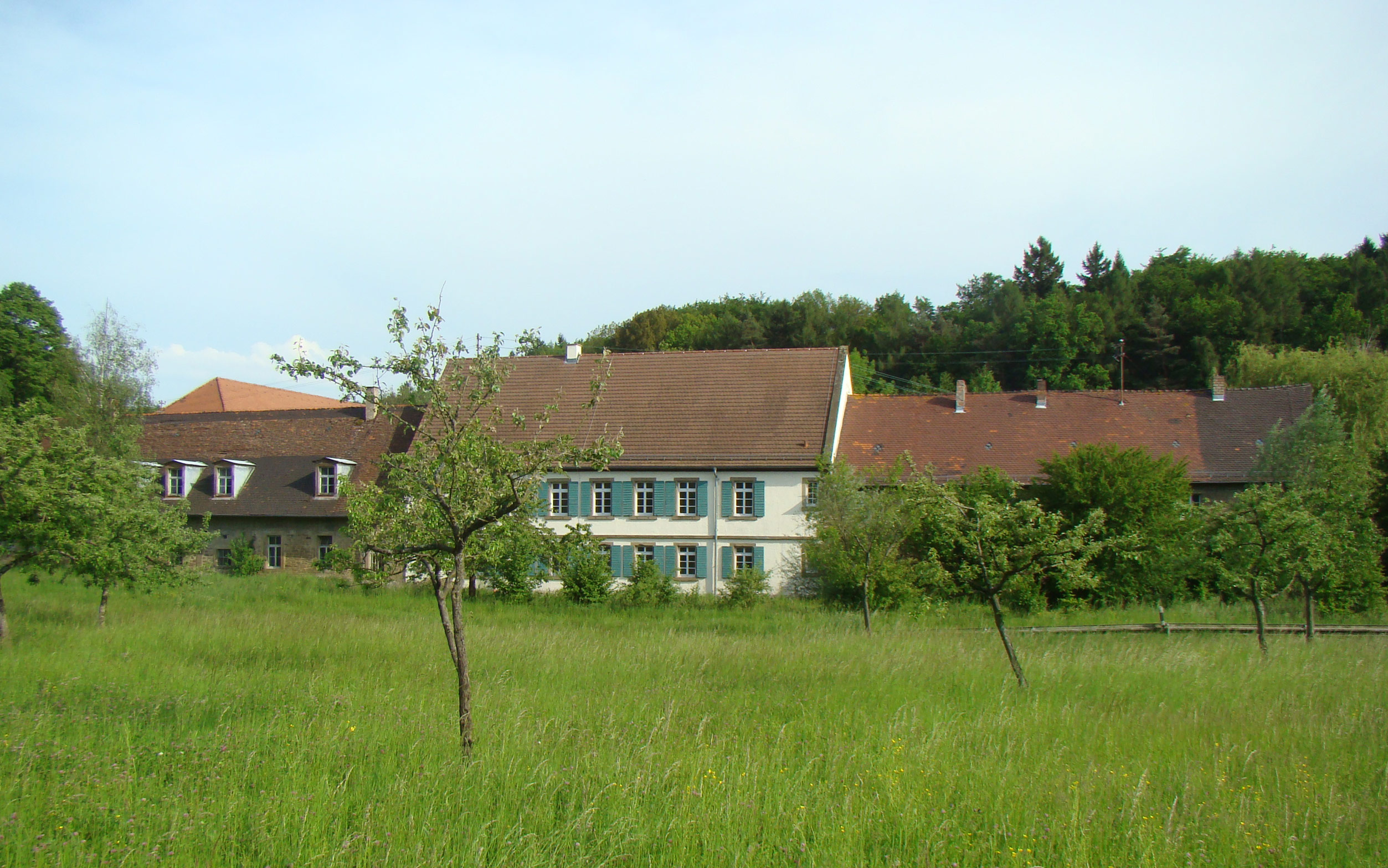
Rytířská akademie Odenheim, zřízená ze sekularizovaného kláštera

K původním členům rytířských kantonů patřily jen statky rytířů a svobodných pánů, statky v korporátním držení krajů a kantonů a rytířské akademie. Protože však teritoriální princip, zavedený r. 1582 platil napříč všemi říšskými strukturami, mohly si rytířské statky zakupovat v principu libovolné osoby a instituce. Tak se do matrik rytířských kantonů dostali jako držitelé statků rytířstva světští i duchovní kurfiřti, knížata, biskupové, říšské bezprostřední kláštery i kláštery nesuverénní, duchovní rytířské řády (Maltézští a Němečtí rytíři), svobodná říšská města, členové hraběcích kolegií či příbuzné větve rodů vládnoucích říšských hrabat, říšské univerzity nebo titulární zemská šlechta (zejm. z habsburských zemí a z Bavorska). Teritoriální princip, který říšské vládce definoval nikoli podle původu, ale podle typu území, které vlastnili, tedy neznamenal, že by prodané statky v „nerytířských rukou“ byly vyčleněny z rytířských kantonů, zato dal těmto vlastníkům možnost ovlivňovat svým hlasem záležitosti rytířstva. Vzhledem k různorodosti zájmů těchto kupců a jejich neochotě postupovat vůči původním rytířským rodům jednotně, však až do zániku říše v r. 1806 k žádnému zásadnímu ovlivnění korporátní politiky rytířstva nedošlo.

## Mediatizace, zánik rytířských kantonů a rytířstvo po zániku říše

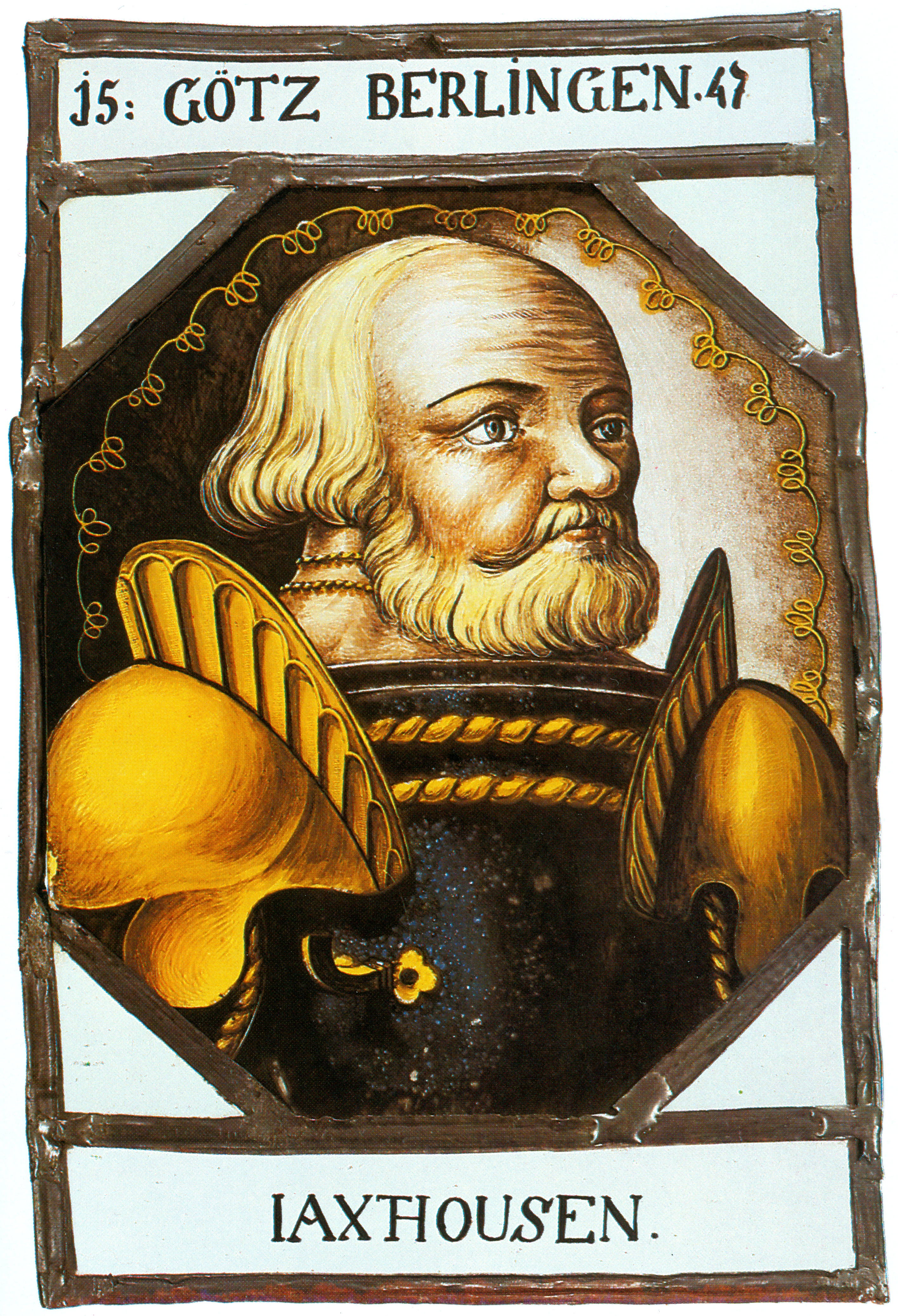
Götz von Berlichingen, říšský rytíř ze Švábska, proslavený románem J. W. Goetha

Tak jako řadu drobných a středních vládců z řad říšských stavů potkala s koncem existence říše vlna mediatizací. Jen menší část rytířstva přišla o suverenitu svých statků až s vyhlášením Rýnského spolku, tedy po 12. červenci 1806. Většina mediatizací a konfiskací probíhala průběžně od konce 18. století, zejména pak od r. 1803. Vídeňský kongres ani zakládací akta Německého spolku se otázkou mediatizovaného říšského rytířstva do detailu nezaobíraly a situace rytířů tak byla většinou závislá na vůli panovníka a vlády konkrétního státu, do kterého rytířský statek příslušel. Některé státy, jako Bavorsko v případě Pappenheimů či Württembersko v případě Rechberků uznaly na statcích těch rytířských rodů, které byly mediatizovány až po 12. červenci 1806 a zároveň získaly hraběcí titul, plná práva mediatizovaných autonomních území pro jejich statky a rody samé prosadily mezi evropskou mediatizovanou vysokou aristokracii. Avšak jiné státy, jako Bádensko v případě hrabat Neippergů, odmítaly uznat zvláštní práva i pro ty držitele mediatizovaných rytířských statků, kteří patřili mezi říšské stavy z řad personalistů. Pokud šlo o „běžné“ rytířské rody, tedy rody povětšinou mediatizované několik měsíců či let před 12. červencem 1806 a rody s nižším titulem, než hraběcím, dočkaly se tyto rody všude, s výjimkou Bavorska, zvláštního statutu pro svá panství, sice méně velkorysého než u stavovských mediatizovaných rodů, ale podstatně výhodnějšího, než tomu bylo u usedlé zemské šlechty. Tyto autonomní výsady zahrnovaly školský a kostelní patronát, dohled nad lesním hospodářstvím a někdy i výkon soudnictví nižšího stupně nad poddanými a správu policejních záležitostí. Na rozdíl od mediatizované stavovské aristokracie však rytířstvo nezískalo žádné daňové úlevy. Ve většině zemí však existovala zvláštní kurie rytířstva na provinciálních i celostátních sněmech, kam říšské rytířstvo napříště patřilo a kde mu náleželo specifické postavení v rámci šlechtické společnosti daného státu (v řadě zemí ovšem tyto rytířské kurie byly staršího data a sdružovaly již dříve zahrnuté zemské nesuverénní rytířstvo nově spolu s rytířstvem mediatizovaným, mezi kterými již nebylo v politickém smyslu rozdílu). Všechny země Německého spolku, včetně Bavorska, které neuznávalo zvláštní autonomii mediatizovaných rytířských statků, však rytířským rodům, které tohoto titulu dosud nedosáhly, hojně v průběhu 19. století udělovaly titul svobodných pánů, aby alespoň zvýraznily jejich starobylé prestižní postavení, které je odlišovalo zejm. od titulárních rytířů a prostých šlechticů, nobilitovaných během 19. století. Titul svobodného pána získaly, až na naprosté výjimky, všechny rody dříve suverénního rytířstva. německých zemích, s výjimkou Rakouského císařství, platil navíc zákon, umožňující si jakémukoli šlechtickému rodu, který mohl dokázat své předky až do 12. nebo 13. století, požádat svého zeměpána o udělení titulu svobodného pána, který mu byl také be námitek udělen. Tuto výhodu tedy mohly využít i rody, které nikdy do rytířstva nepatřily.
Říšské rytířstvo si i po mediatizaci bylo plně vědomo svého významu a starobylosti. Stejně jako členové panovnických rodin, německá mediatizovaná aristokracie či vyšší zemská šlechta mimo německy mluvící země, měli i příslušníci rytířstva v 19. století přísná pravidla pro uzavírání rovnorodých sňatků. U rytířstva byla spodní hranice rovnorodého sňatku stanovena buď jako „zámožný příslušník jiného starobylého rodu bývalého svobodného rytířstva“ nebo jako „dobře zajištěný, titulární (tj. nikdy nesuverénní) hrabě ze starobylého rodu“.

## Ostatní rytíři ve Svaté říši římské
Svobodné říšské rytířstvo nesdružovalo všechny říšské šlechtice rytířského rangu ani nepředstavovalo jedinou organizaci rytířstva v říši. Císař i někteří říšští suveréni, např. český král, udíleli tento dědičný šlechtický titul po libosti svým leníkům a poddaným. Titul "rytíř" se ovšem ve formě dědičného šlechtického titulu ujal pouze v jižním a středním Německu, nikoli na severu, kde ostatně nebyl udílen tamními nástupnickými státy ani po zániku říše (mezi "rytířstvo" zde patřily starobylé rody prostých šlechticů, neoficiálně titulovaní jako rytíři, oficiálně jako "páni", příp. junkeři). V říši existovala i další politická společenství rytířů, jejichž členové ovšem nepatřili k rodům podřízeným přímo císaři, nýbrž zeměpánovi z řad nejmocnějších říšských knížat. I těmto rytířům ovšem držba závislého rytířského statku dávala zvláštní práva v zemské stavovské společnosti a rytířům bylo umožněno tvořit vlastní kurie a korporace. Příkladem může být rytířský stav na sněmech zemí Koruny české, kurie rytířstva na provinciálních sněmech pruských zemí (např. ve Slezsku), korporace hannoverského rytířstva nebo šlesvicko-holštýnská "Ridderskaab", která, ač rytířského původu, představovala fakticky veškerou šlechtu obou severoněmeckých vévodství. Pozoruhodné postavení mezi zemským rytířstvem zaujímalo tzv. "Starohesenské rytířstvo". Rody na něm zastoupené se totiž skládali dílem ze zemské šlechty přímo podřízené hesensko-kasselským lankrabatům, dílem z jejich volných leníků či bývalých, nyní již vyvázaných leníků, kteří byli zároveň členy některého z kantonů a krajů Svobodného říšského rytířstva. Říšské rytířstvo dokonce ani nesdružovalo všechny držitele rytířskch statků podřízených bezprostředně císaři. Zcela výjimečně se v okrajových, od rytířských kantonů vzdálených, končinách říše stávalo, že se některý rytířský statek vymanil či byl propuštěn z moci zeměpána, aniž by jeho majitel následně vstoupil do říšského rytířstva. Příkladem takovéhoto ojedinělého procesu může být rytířský statek Wellingsbüttel na severním okraji Hamburku, propuštěný z lenního závazku hambursko-brémským arcibiskupem.